# ゲジーネ・レッチュ
ゲジーネ・レッチュ（ドイツ語: Gesine Lötzsch、1961年8月7日 - ）は、ドイツの政治家。左翼党（Die Linke）所属の連邦議会議員。2010年から2012年まで、クラウス・エルンストと共に左翼党の共同党首を務めた。

## 経歴
1980年に拡張型上級学校（Erweiterte Oberschule :EOS）を卒業した後に、フンボルト大学で学びドイツ語と英語の教員資格を取得。1988年には同大学で博士号を取得している。
1884年にドイツ社会主義統一党へ入党。1989年から1990年までベルリンのリヒテンベルク区の区議会議員を務め、1991年から2002年までベルリン市議会議員を務めた。2002年ドイツ連邦議会選挙ではベルリン＝リヒテンベルク選挙区から立候補し、当選。なお2002年の連邦議会選で民主社会党（PDS）は、比例議席配分を受けるのに最低限必要な5%得票率を超えられなかったため、同党は小選挙区から当選したレッチュとペトラ・パウの2議席しか議席を獲得することができなかった。
2010年5月15日、左翼党の連邦党大会でクラウス・エルンストと共に共同党首に選出される。2014年から2017年まで連邦議会の予算委員長を務めた。